# Procedura aperta
Nel diritto italiano, la procedura aperta è una delle procedure di scelta del contraente per l'affidamento di lavori, servizi e forniture, da parte di una stazione appaltante (generalmente un Ente Pubblico) previste dal D.Lgs. 18 aprile 2016, n. 50 (Codice dei contratti pubblici relativi a lavori, servizi e forniture).
Ad un bando per l'affidamento di lavori, servizi e forniture tramite procedura aperta possono partecipare tutti gli operatori economici interessati e in possesso di caratteristiche e qualifiche specifiche per quel determinato appalto, generalmente specificate nella documentazione di gara. 
Viene esaminata la documentazione presentata dagli operatori economici partecipanti, al fine di determinare eventuali esclusioni (ad. esempio per carenza dei requisiti di partecipazione) e successivamente si passa all'esame delle offerte. L'appalto può essere affidato secondo il criterio dell'offerta economicamente più vantaggiosa secondo il miglior rapporto qualità/prezzo oppure secondo il criterio del massimo ribasso. I criteri di aggiudicazione sono individuati nell'art. 95 del D.Lgs n.50/2016, così come modificato dalla L. n. 55 del 14 giugno 2019. 
Le altre procedure di affidamento di lavori, servizi e forniture, oltre alla procedura aperta, sono: la procedura ristretta, la procedura competitiva con negoziazione, la procedura negoziata senza previa pubblicazione di un bando di gara, il dialogo competitivo, e il partenariato per l'innovazione.
La procedura aperta e la procedura ristretta vengono definite, nella prassi, "procedure ordinarie" poiché, essendo applicabili ad ogni tipologia di affidamento, andrebbero preferite alle altre in quanto favoriscono la maggiore apertura del mercato a garanzia della concorrenza.
Ai sensi della normativa vigente in materia di documento informatico e firma digitale, nel rispetto dei principi di trasparenza, semplificazione ed efficacia delle procedure, le stazioni appaltati ricorrono a procedure di gara interamente gestite con sistemi telematici.